# Dmitri Jivogliadov
Dmitri Viktorovitch Jivogliadov (russe : Дми́трий Ви́кторович Живогля́дов), né le 29 mai 1994 à Doubna, est un joueur de football russe. Il évolue avec le Lokomotiv Moscou au poste de latéral droit.

## Carrière
Jivogliadov joue en équipe de Russie des moins de 19 ans, puis évolue avec les espoirs.
Il fait ses débuts professionnels le 8 août 2015 avec le Dynamo Moscou, lors d'un match de championnat de Russie contre l'Anji Makhatchkala.
Il rejoint le Lokomotiv Moscou en juin 2019 dans le cadre d'un contrat de quatre ans.

## Statistiques
| Saison                | Club                  | Championnat           | Championnat | Championnat | Coupe(s) nationale(s) | Coupe(s) nationale(s) | Compétition(s) continentale(s) | Compétition(s) continentale(s) | Compétition(s) continentale(s) | Total | Total |
| Saison                | Club                  | Division              | M.          | B.          | M.                    | B.                    | Comp.                          | M.                             | B.                             | M.    | B.    |
| 2015-2016             | Dynamo Moscou         | D1                    | 21          | 0           | 2                     | 0                     | -                              | -                              | -                              | 23    | 0     |
| Sous-total            | Sous-total            | Sous-total            | 21          | 0           | 2                     | 0                     | -                              | -                              | -                              | 23    | 0     |
| 2016-2017             | FK Oufa               | D1                    | 20          | 0           | 4                     | 0                     | -                              | -                              | -                              | 24    | 0     |
| 2017-2018             | FK Oufa               | D1                    | 28          | 2           | -                     | -                     | -                              | -                              | -                              | 28    | 2     |
| 2018-2019             | FK Oufa               | D1                    | 23          | 0           | -                     | -                     | C3                             | 6                              | 0                              | 29    | 0     |
| Sous-total            | Sous-total            | Sous-total            | 71          | 2           | 4                     | 0                     | -                              | 6                              | 0                              | 81    | 2     |
| 2019-2020             | Lokomotiv Moscou      | D1                    | 14          | 0           | 2                     | 0                     | -                              | -                              | -                              | 16    | 0     |
| 2020-2021             | Lokomotiv Moscou      | D1                    | 24          | 0           | 2                     | 0                     | C1                             | 6                              | 0                              | 32    | 0     |
| 2021-2022             | Lokomotiv Moscou      | D1                    | 21          | 0           | 1                     | 0                     | C3                             | 3                              | 0                              | 25    | 0     |
| 2022-2023             | Lokomotiv Moscou      | D1                    | 15          | 0           | 5                     | 0                     | -                              | -                              | -                              | 20    | 0     |
| Sous-total            | Sous-total            | Sous-total            | 74          | 0           | 10                    | 0                     | -                              | 9                              | 0                              | 93    | 0     |
| Total sur la carrière | Total sur la carrière | Total sur la carrière | 166         | 2           | 16                    | 0                     | -                              | 15                             | 0                              | 197   | 2     |

## Palmarès
Lokomotiv Moscou
- Vainqueur de la Supercoupe de Russie en 2019.